# 塩川治子
塩川 治子（しおかわ はるこ、1942年〈昭和17年〉12月10日 - ）は、日本の作家、歌人。軽井沢文化協会副会長、日本ペンクラブ会員、日本歌人クラブ会員、総合女性史学会会員、佐久文化賞受賞。

## 作品

### 小説
- 『桂ヶ淵物語』（1990年、北羊館）
- 『かげろう火』（1993年、河出書房新社）
- 『不死鳥』（1993年、河出書房新社）
- 『旭のぼる』（1997年、河出書房新社）
- 『北斎の娘』（2001年、邑書林）
- 『のの巫女おゆき』（2023年、軽井沢新聞社）

### 歌集・歌書
- 『水の火矢』（1993年、北羊館）
- 『霧無韻』（1996年、北羊館）
- 『霧ものがたり』（2007年、角川書店）
- 『風の旅人』（2015年、柊書房）
- 『歌人番外列伝・異色歌人逍遥』（2020年、短歌研究社）

### 随筆
- 『軽井沢山人だよりⅠ』（1998年、櫟出版）
- 『軽井沢山人だよりⅡ』（2001年、櫟出版）
- 『軽井沢山人だよりⅢ』（2006年、櫟出版）
- 『軽井茶話』（2019年、軽井沢新聞社）